# Ordre du Mérite du Bénin
Der Ordre du Mérite du Bénin (deutsch Verdienstorden von Benin) ist ein Ehrenorden des westafrikanischen Staates Benin für Zivilisten und Militärs. Er ist die zweithöchste Ehrenauszeichnung nach dem Ordre National du Bénin.

## Hintergrund
Gestiftet wurde der Orden am 24. Oktober 1961 durch Hubert Maga als Präsident der damaligen Republik Dahomey. Er wird von der Grande Chancellerie de l’Ordre National du Bénin (deutsch Großkanzlei des Nationalordens von Benin) verwaltet und dient als Auszeichnung ziviler oder Militärpersonen, die einen Beitrag zur Entwicklung Benins geleistet haben, aber auch außergewöhnliche Dienste oder Aktionen von öffentlichem Interesse in allen Bereichen vollbracht haben. Die Aufnahme in den Orden erfolgt durch ein Dekret, welches der Präsident der Republik erlässt. In der Rangfolge der beninischen Orden steht er nach dem beninischen Nationalorden an zweiter Stelle.

## Klassen
Der Orden besteht aus drei Klassen:
- Commandeur (Kommandeur)
- Officier (Offizier)
- Chevalier (Ritter)

Für die Ernennung oder Beförderung in den Verdienstorden sind konkrete Aktivitäts- oder Dienstzeiten definiert, die für den Rang eines Ritters mindestens zehn Jahre betragen müssen, für den Rang eines Offiziers 15 Jahre oder mehr und für den Rang eines Kommandeurs mindestens 20 Jahre.

## Ordensdekoration
Das Ordenszeichen ist ein rot emaillierter fünfzackiger Stern. Auf dem Stern liegt im Zentrum ein weiß emailliertes Medaillon, auf dem in der Mitte eine stilisierte, rot emaillierte Darstellung des beninischen Staatsgebiets abgebildet ist. Zwischen den Zacken des Sterns ist jeweils ein Strahl mit einer Breite von 4 mm und einer Länge von 12 mm angeordnet.
Das Ordensband rot mit einer grünen Umrandung.

Verdienstorden von Benin
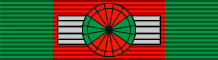
Kommandeur
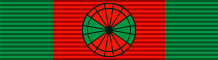
Offizier
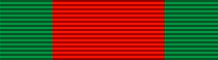
Ritter

## Bekannte Träger
- Jacques Okoumassoun (* 1972), beninischer Sportfunktionär – Chevalier